# Machine Vision and Applications (journal)
Machine Vision and Applications es una revista científica bimensual revisada por pares que cubre el procesamiento de imágenes. Fue establecido en 1988 y es publicado por Springer Science+Business Media. El editor en jefe es Mubarak Shah (Universidad de Florida Central). Según Journal Citation Reports, la revista tiene un factor de impacto en 2012 de 1,103.
Machine Vision and Applications se centra en la investigación en el campo de la visión por computadora y el procesamiento de imágenes. La revista publica artículos originales que abordan una amplia gama de temas en este campo, desde la teoría hasta la aplicación práctica de los algoritmos de visión por computadora.
La revista es una fuente importante de investigación en la industria y la academia. La revista cubre una amplia gama de temas, como la visión estéreo, la detección de objetos, el reconocimiento de patrones, la segmentación de imágenes, entre otros, lo que la convierte en una fuente de información para investigadores y profesionales en este campo.